# Knightriders
Knightriders (Brasil: Cavaleiros de Aço / Portugal: Os Cavaleiros da Lenda) é um filme de 1981, realizado por George Romero, com a participação de Ed Harris e Tom Savini. O filme é um excepção na obra de Romero, conhecido por realizar filmes de terror, mas que aqui assina um drama sobre um grupo de motociclistas que se dedica à reconstituição de torneios medievais.
Ed Harris aparece nesse filme num dos primeiros papéis da sua carreira. O escritor Stephen King faz uma ponta como um espectador beberrão[carece de fontes?].

## Sinopse
Grupo de motoqueiros da noite pensam e agem como se fossem os Cavaleiros da Távola Redonda na Corte do Rei Arthur. Liderados por Billy, participam de competições medievais, tais como justas e duelos a pé. Porém, ao invés de cavalos, eles usam motos.

## Elenco
Os atores que interpretaram os papéis principais do filme:
- Ed Harris ... Billy
- Gary Lahti ... Alan
- Tom Savini ... Morgan
- Amy Ingersoll ... Linet
- Patricia Tallman ... Julie
- Christine Forrest ... Angie
- Warner Shook ... Pippin
- Brother Blue ... Merlin
- Cynthia Adler... Rocky
- John Amplas ... Whiteface
- Don Berry ... Bagman
- Amanda Davies ... Sheila
- Ken Foree...Little John